# Üzbegisztán hadereje
Üzbegisztán hadereje a szárazföldi erőkből és a légierőből áll.

## Fegyveres erők létszáma
- Aktív: 55 000 fő
- Szolgálati idő a tartalékosoknak: 18 hónap

## Szárazföldi erők
Létszám
40 000 fő
Állomány
- 1 harckocsihadosztály
- 10 gépesített lövészhadosztály
- 1 könnyű hegyi hadosztály
- 1 légi deszantdandár
- 3 légimozgékonyságú dandár
- 4 műszaki dandár
- 1 Nemzeti Gárda dandár

Felszerelés
- 340 db harckocsi (T–62, T–64, T–72)
- 400 db páncélozott gyalogsági harcjármű (BMP–2, BRDM–2)
- 360 db páncélozott szállító jármű (BTR–70, BTR–80)
- 284 db tüzérségi löveg: 200 db vontatásos, 84 db önjáró

## Légierő
Létszám
15 000 fő
Állomány
- 2 közvetlen támogató ezred
- 2 vadászrepülő-ezred
- 1 szállítórepülő-ezred
- 2 helikopteres ezred

Felszerelés
- 135 db harci repülőgép (MiG–29, Szu–17, Szu–24, Szu–25, Szu–27)
- 42 db harci helikopter